# سارة ماسون
سارة ماسون (بالإنجليزية: Sarah Mason)‏ هي متركمجة نيوزيلندية، ولدت في 11 أبريل 1995 في غيسبورن ‏ في نيوزيلندا.